# البرق (مسلسل)
البرق (بالإنجليزية: The Flash)‏ هو مسلسل تلفزيوني من تطوير الكتاب والمنتجين غريغ بيرلانتي وأندرو كريسبيرغ وجيف جونز، يعرض على قناة السي دبليو. المسلسل مبني على شخصية باري آلين / البرق، شخص لديه سرعة خارقة. المسلسل متفرع من السهم، وتقع أحداثهما في نفس العالم.يحكي قصة العالم الجنائي باري آلين (غرانت غوستن) الذي يكتسب سرعة خارقة يستخدمها لمحاربة المجرمين، بما في ذلك الآخرون الذين اكتسبوا أيضا قدرات خارقة.
لم يكن مقرراً عمل مسلسل عن البرق، لكن أداء غرانت غوستن لاقى استحساناً عند ظهوره مرتين بدور باري آلين في السهم مما أقنع المنتجين بعمل حلقة تجريبية كاملة للاستفادة من ميزانية أكبر والمساعدة على تجسيد عالم باري بمزيد من التفاصيل. كولين أتوود، مصمم ازياء السهم، تم جلبه لتصميم بذلة البرق، التي صممت على غرار القصص المصورة. الفريق الابداعي وراء المسلسل أردوا أن يكون البرق مشابه لنظيره في القصص المصورة، وألا يكون مجرد تقليد ضعيف. المسلسل صور بشكل رئيسي في فانكوفر بكندا.
عرض البرق لأول مرة في 6 أكتوبر 2014، حيث أصبحت الحلقة التجريبة له ثاني أكثر الحلقات مشاهدة في تاريخ السي دبليو، بعد يوميات مصاص دماء في 2009. تلقى المسلسل مراجعات إيجابية من النقاد، وربح جائزة أختيار الجمهور ل«أفضل مسلسل دراما جديد» في 2014. في 11 يناير 2015، قامت قناة السي دبليو بتجديده إلى موسم ثاني.

## القصة
بعد أن شاهد والدته تقتل على يد شيء خارق للطبيعة وإدانة والده بالجريمة التي لم يرتكبها، يذهب باري ألين للعيش مع المحقق جو ويست وعائلته. يكبر ألين ويصبح محقق جرائم ذكي لكن غريب الاطوار في دائرة شرطة سنترال ستي. في يوم من الأيام تضرب صاعقة نتجت عن انفجار مسرع الجسيمات التابع لمعامل ستار باري ألين وتعطيه سرعة خارقه. يستغل باري قدرته الجديدة في محاربة الجريمة وآخرين يمتلكون قدرات خارقة بمساعدة أصدقائه في مختبرات ستار وفي نفس الوقت يحاول معرفة من قتل والدته عندما كان صغيراً.

## طاقم التمثيل
- غرانت غستن بدور باري ألين/البرق
- كانديس باتون بدور ايرس ويست
- دانييل باناباكر بدور الدكتورة كيتلين سنو
- كارلوس فالديز  بدور سيسكو رامون
- توم كانفاغ بدور الدكتور هاريسون ويلز
- جيسي مارتن  بدور جو ويست

## روابط خارجية
- البرق على موقع IMDb (الإنجليزية)
- البرق على موقع ميتاكريتيك (الإنجليزية)
- البرق على موقع روتن توميتوز (الإنجليزية)
- البرق على موقع نتفليكس (الإنجليزية)
- البرق على موقع أول موفي (الإنجليزية)
- البرق على موقع فيلمافينيتي (الإسبانية)
- البرق على موقع كينوبويسك (الروسية)
- البرق على موقع ألو سيني (الفرنسية)
- البرق على موقع قاعدة بيانات الفيلم (الإنجليزية)
- Official Facebook page